# シーア派
シーア派（アラビア語: الشيعة、ラテン文字転写: ash-Shīʻa(h)、ペルシア語: شیعه、アゼルバイジャン語: Şiəlik）は、イスラム教の二大宗派の一つで、2番目の勢力を持つ。もう一方は最大勢力であるスンナ派（スンニ派）である。
7世紀のカリフであったアリーとその子孫のみが、預言者の代理たる資格を持ち、｢イスラム共同体（ウンマ）」の「指導者（イマーム）」の職務を後継する権利を持つと主張する。

## 「シーア」とは
シーア（شِيعَة）はアラビア語で「شيع」という動詞から派生する「追随者｣「同行者｣「党派」を意味する普通名詞で、初期のシーヤ派の人々が、｢アリー派｣（شيعة علي、Shī‘ah ‘Alī）と呼ばれたことに由来している。後には、シーアに単に定冠詞を付したアッ＝シーア(ash-Shīʻa)という語で同派を意味するようになり、宗派の名称として定着した。シーヤに属する人のことをシーイー（شيعي、Shīʻī）と言い、スンナ派信徒を意味する「スンナに従う人｣（スンニー）に対応する。従って、日本語で、シーアあるいはシーイーに「派」という語を付すのは「派・派」となり、厳密に言えば同一語の繰り返しである。

## 信徒分布
シーア派の信者はイスラム教徒全体の10%から20%を占めると推定される。2009年には、信徒数は約2億人と推定される。信徒は世界中に分布するが、イラン、イラク（国内のムスリムは全人口の95％、全人口の3分の2がシーア派）、レバノン（政治的理由から公式資料なし〔レバノン内戦参照〕だが、人口の半数を超えていると言われる）、アゼルバイジャン（85%）では特にシーア派住民が多い。またイエメン（45%）、パキスタン（20％）、サウジアラビアの東部（10％）、バーレーン（70％）、オマーン、アフガニスタン（ハザーラ人など）にも比較的大きな信徒集団が存在する。
シーア派内の宗派では、十二イマーム派はイラン、アゼルバイジャン、それらの周辺地域（イラク、サウジアラビア東部等）、レバノンに多い。イスマーイール派（七イマーム派）はアフガニスタンなど各地に点在する。ザイド派（五イマーム派）はイエメンで主流である。
シーア派はその登場以来、原則として多数派のスンナ派に対し少数派の立場にあり、シーア派の信徒は山岳地帯など外敵が容易に侵入できない地域に集団を形成することが多かった。シーア派の王朝は歴史上いくつか存在するが、多くの場合シーア派が主流であるのは支配者層に限られ、住民の大半はスンナ派であった。ただし、現在のイラン、アゼルバイジャンを中心とした地域ではシーア派は地形にかかわらず多数派となっている。これは16世紀にこの地を支配したサファヴィー朝が十二イマーム派を国教とした際、住民の多くがスンナ派から十二イマーム派に改宗し、そのまま根付いたためである。
21世紀初頭において、シーア派が政治的・人口的に圧倒的に優位に立っているのはイラン1国のみである。イランの人口の90%から95%がシーア派を信仰しているとされ、全世界のシーア派人口の内でも37%から40%とほぼ4割を占めているなど、イランはシーア派内において大きな地位を占めている。さらにイランの国制は1979年のイラン革命以降イスラム共和制をとっており、十二イマーム派を国教としている。シーア派の高位聖職者がイランの最高指導者として国家元首となっているため、シーア派の影響力は非常に強い。
イランに次いでシーア派の割合が高い国はイラク、アゼルバイジャン、バーレーンの3か国であり、それぞれ6割から7割の国民がシーア派を信仰している。イラクにおいてはナジャフやカルバラーといったシーア派聖地の存在する国土の南部にシーア派が集住している。ただし、イラクではシーア派は多数派であるにもかかわらず政治の主導権を長く握ってこなかった。イラク戦争によるバアス党政権崩壊後、民主選挙によって多数派であるシーア派が政権を握り、ヌーリー・マーリキーが首相に就任した。しかしマーリキー政権はシーア派偏重の政策を取ったため、スンナ派など他の宗派との関係が悪化した。
バーレーンにおいては首長家および支配層はスンナ派であり、一般大衆の大半を占めるシーア派との間で対立が起きている。シーア派はスンナ派に比べ就職や収入などにおいて不利な条件に置かれており、このため1990年代には暴動が多発した。2002年にバーレーンで議会が再設置されシーア派にも議会参加への道が開かれるとこの対立は一時沈静化したものの、バーレーンの王権はいまだ強く、格差などにも改善の動きが見られないことから不満は蓄積していき、2011年のアラブの春においてはシーア派が中心となって2011年バーレーン騒乱が勃発し、警察と衝突して死者を出す事態となった。
レバノンでは政治的理由から統計はないものの、シーア派はキリスト教マロン派およびイスラム教スンニ派とともに一大勢力となっており、ヒズボラという政治・武装組織を有している。レバノン内戦以前は国会の全99議席中19議席、内戦後の1992年からは128議席中27議席がシーア派に割り当てられていた。また、シーア派からは国会議長が選出されるのが慣例となっている。
サウジアラビアは厳格なスンナ派（ワッハーブ派）が主導権を握る国であるが、ペルシャ湾岸にある東部州のアルハサ地方を中心に大きなシーア派のコミュニティが存在する。ワッハーブ派はシーア派を敵視する政策を伝統的に続けており、このためサウジアラビアのシーア派には不満がたまったままの状態が続いている。1979年にはイラン革命の影響を受けて東部州のカティーフでアーシューラーの際に暴動が起きた。その後、徐々にサウジアラビア政府はシーア派に宥和姿勢を見せるようになり、2003年にはシーア派に対する差別の撤廃を訴える建白書が皇太子に渡されている。

イエメンにおいては人口の40%ほどがシーア派であるとされているが、このほとんどはザイド派に属する。イエメンのザイド派は、同派のイマームが897年にイエメンに本拠を置いて以降、歴史的にこの地域を長く支配してきており、1918年にはイマームによってイエメン王国が同国の北部を領域として成立した。この王国は1962年に打倒されてイエメン・アラブ共和国となるものの、以後もイエメン北部においてザイド派は強い影響力を保持し続けた。2011年イエメン騒乱後の混乱に乗じて最北部のサアダ県に成立したザイド派の武装組織であるフーシは2014年に首都サナアへと侵攻し、2015年2月にはクーデターを起こしてハーディー暫定大統領を追放して権力を握った。2016年にはフーシはイエメン北部(旧北イエメン）の大部分を掌握し、南部（旧南イエメン）を支配するハーディー暫定大統領派と対峙する状況となっている。
シリアにおいてシーア派は13%ほどを占めるとされるが、その大部分を占めるのはアラウィー派である。ただしアラウィー派はシーア派主流派と比べてもかなり教義に差があり、一部ではシーア派とみなされない場合がある。アラウィー派の多くはシリアの海岸地方、特にラタキア県に集中しており、フランス委任統治領シリア時代にはこの地域はアラウィー派を中心とするラタキア国という自治地域となっていた。シリアが独立するとその実権は多数派のスンニ派が握り、アラウィー派は不利な立場に追い込まれたが、1970年にアラウィー派の軍人であるハーフィズ・アル＝アサドが権力を握るとアラウィー派は優遇されるようになった。2000年にハーフィズが死去し次男のバッシャール・アル＝アサドが政権を継いだのちもこの構図は継続したが、支配されている多数派のスンナ派の不満は高まり、2011年にシリア内戦が勃発する要因となった。シリア内戦においては勢力図はめまぐるしく変動を続けているものの、ラタキア県を中心とするシーア派地域のほとんどはアサド政権に忠誠を尽くしており、シリア政府の強固な地盤となっている。

### 「シーア派の三日月地帯」「シーア派の弧」
イランはイスラム革命後、レバノンでヒズボラの設立（1982年）を支援するなど、国外のシーア派勢力の拡大を後押ししている。イラク内戦ではシーア民兵を、シリア内戦ではアサド政権を援助し、地中海東岸に達する「シーア派の三日月地帯」を形成した。こうした援助には、資金や武器の提供のほか、イスラム革命防衛隊などのイラン人、さらにアフガニスタンやパキスタン出身のシーア派を含む兵員の派遣も含まれる。イエメン内戦でのフーシ支援も含めて、イランは外国で「4つの首都（ベイルート、ダマスカス、バクダード、サナア）を支配している」（マイケル・ヘイデン米CIA元長官）状況になっている。レバノンに至るイランの勢力圏に対しては「シーア派の弧」という呼称もあり、これを南のイエメンへ広げて捉える見方もある。

### 国別のシーア派信徒数

シーア派イスラム教徒の大陸別割合:

以下の表は、ピュー研究所による2009年10月の『Mapping the Global Muslim Population』という人口統計調査に基づいている。
| 国                       | シーア派の人口          | イスラム教徒中のシーア派の割合 | 全世界のシーア派に占める割合 | 最小の推計          | 最大の推計                             |
| ------------------------ | ----------------------- | ------------------------------ | ---------------------------- | ------------------- | -------------------------------------- |
| イラン                   | 66,000,000 – 70,000,000 | 90–95                          | 37–40                        |                     |                                        |
| インド                   | 40,000,000 – 50,000,000 | 25–31                          | 22–25                        |                     | 40,000,000 – 50,000,000.               |
| パキスタン               | 20,000,000 – 30,000,000 | 5–20                           | 25–30                        |                     | 43,250,000 – 57,666,666                |
| イラク                   | 19,000,000 – 22,000,000 | 65–67                          | 11–12                        |                     |                                        |
| イエメン                 | 8,000,000 – 10,000,000  | 35–40                          | 5                            |                     |                                        |
| トルコ                   | 7,000,000 – 11,000,000  | 10–15                          | 4–6                          |                     |                                        |
| アゼルバイジャン         | 5,000,000 – 7,000,000   | 65–75                          | 3-4                          |                     | 総人口の85%                            |
| アフガニスタン           | 3,000,000 – 4,000,000   | 10–15                          | <2                           |                     | 総人口の15–19%                         |
| シリア                   | 3,000,000 – 3,500,000   | 10-13                          | <2                           |                     |                                        |
| ナイジェリア             | 1,500,000-4,000,000     | <5                             | <2                           |                     | 500-1000万                             |
| サウジアラビア           | 3,000,000 – 4,000,000   | 10–20                          | <1                           |                     |                                        |
| レバノン                 | 1,000,000 – 1,600,000   | 30-35                          | <1                           |                     | 公式の国勢調査が行われていないため推計 |
| タンザニア               | <2,000,000              | <10                            | <1                           |                     |                                        |
| クウェート               | 360,000 - 480,000       | 30-35                          | <1                           |                     |                                        |
| ドイツ                   | 400,000 – 600,000       | 10–15                          | <1                           |                     |                                        |
| バーレーン               | 850,000 – 900,000       | 65–70                          | <1                           | 100,000 (市民の66%) | 200,000 (市民の70%)                    |
| タジキスタン             | 400,000                 | 7                              | <1                           |                     |                                        |
| アラブ首長国連邦         | 300,000 – 400,000       | 10                             | <1                           |                     |                                        |
| アメリカ合衆国           | 200,000 – 400,000       | 10–15                          | <1                           |                     |                                        |
| オマーン                 | 100,000 – 300,000       | 5–10                           | <1                           |                     | 948,750                                |
| イギリス                 | 100,000 – 300,000       | 10–15                          | <1                           |                     |                                        |
| カタール                 | 100,000                 | 10                             | <1                           |                     |                                        |
| ボスニア・ヘルツェゴビナ | 30,000                  | 3                              | <1                           |                     |                                        |

|  | アメリカ   | 0.6 % |
|  | ヨーロッパ | 4.4 % |
|  | アフリカ   | 0.8 % |
|  | アジア     | 94 %  |

## 教義
アリーとその子孫のみが指導者(イマーム)としてイスラム共同体を率いることができるという主張から始まったシーア派は、その後のスンナ派による歴代イマームに対する過酷な弾圧、そしてイマームの断絶という体験を経て、スンナ派とは異なる教義を発展させていった。
歴代イマームを絶対的なものと見なす信仰・教義、歴代イマーム（特にアリーとフサイン）を襲った悲劇の追体験（アーシューラー）、イマームは神によって隠されており（ガイバ）、やがてはマフディー（救世主）となって再臨するという終末論的な一種のメシア信仰は、シーア派を特徴付けるものである。このガイバは初期のシーア派の一派であるカイサーン派によってはじめて唱えられ、カイサーン派が分裂・消滅した後もシーア派の多くの派に取り入れられた。ただし、ザイド派等これらを否定する分派も存在する。
スンナ派に比べ、一般に神秘主義的傾向が強い。宗教的存在を絵にすることへのタブーがスンナ派ほど厳格ではなく、イランで公の場に多くの聖者の肖像が掲げられていることにも象徴されるように、聖者信仰は同一地域のスンナ派に比べ一般に広く行われている。
スンナやハディースに対しても、ムハンマドのみならず歴代イマームの行為も範例として採用しており、逆にアブー＝ターリブに批判的な真正（サヒーフ）ハディースを捏造と解釈するなど、スンナ派とは大きな乖離が見られる。
イランにおいては、第3代イマームのフサインはサーサーン朝王家の女性を妻とし、以降の歴代イマームはペルシア帝国の血を受け継いでいるという伝承があり、ペルシア人の民族宗教としての側面もある。
なお、スンナ派が六信五行であるのに対し、シーア派は五信十行である。
五信
- 神の唯一性
- 神の正義
- 預言者
- イマーム
- 来世

十行
- 礼拝
- 喜捨(施し)
- 断食
- 巡礼
- 五分の一税
- ジハード(努力すること)
- 善行
- 悪行の阻止
- 預言者とその家族への愛
- 預言者とその家族の敵との絶縁

### シーア派における理性(アクル)
シーア派では、法的判断の基準として、クルアーン、預言者とイマームの伝承、イジュマー(共同体全体の総意)に加えて、理性の動き(アクル)を重視することで知られる。この点で、第6代イマーム・ジャアファル・サーディクは、イスラーム世界で哲学的学派 (理性的学派)を最初に樹立した人物であるといわれる。
理性は知識を獲得する信頼にたる源であり、啓示と完全に調和している。伝承によれば、神には二つの証明(ホッジャ)があり、これを通じて人間は神の意志を知る。すなわち、内的なものは理性であり、外的なものは預言者である。時に、理性は「内的な預言者」、預言者は「外的な理性」と呼ばれる。シーア派の法学者の間では、理性に打ち立てられたいかなる判断であっても、それは宗教(法)によって打ち立てられたものに等しいと考えられている。イスラームの法学でよく知られるように、道徳的、法的責任を果たす条件は、健全な理性を保持していることであって、これを保持しない者(狂人や未成年者等)は、代理人を必要とする。狂人は自らの行為について責任をもたない、とみなされているのである。
クルアーンによれば、全ての人間は自らの理性的機能を行使することが要請されており、その結果、神の徴や宇宙的交信について思いをいたすことができる、と考えられている。したがって、古の賢者たちを盲目的に模倣すること(タクリード)は非難されるべきことであり、不信者の徴とされる。
一般に、理性は宗教的研究に役立つと考えられている。
1. 世界の現実を理解する。例えば神の存在、宗教や科学的事実の真理を理解する。
2. 道徳的価値や法的規範を導く。例えば、圧政が悪であり、正義が善であることを知る。
3. 思惟、思弁の基準や倫理過程を打ち立てる。

これに対して啓示は、既に理性によって知られていることの確認、理性によって未だ知られていない新しいテーマを導入すること、さらに宗教的賞罰のシステムを通じて、承認を与える、という三つの機能があるとされる。すなわち、啓示と理性は不即不離、相互補完の関係にあり、一方だけでは成り立たない、という立場である。神は預言者を通じて何かを行うことを人々に告げることで、人々を誤って導いたり、また逆に、神から与えられた理性を用いて真理とは逆の方向に向かうことは考えられない、という信念が背後にある。

## 聖地
全てのムスリムの聖地であるマッカ、マディーナ、エルサレム（アル＝クドゥス）に加え、シーア派は歴代イマームの霊廟のある都市も聖地とする。とくに重視されるのはイラクのナジャフにある初代アリーの霊廟と、カルバラーにある3代フサインの霊廟である。これに、第7代と第9代の霊廟があるカーズィマイン（バグダード近郊）と、第10代および第11代の霊廟があるサーマッラーを加えたイラクの霊廟のある4都市はアタバートと呼ばれ、大勢の巡礼が詰め掛ける。また、イランのマシュハドには第8代アリー・リダーの霊廟（イマーム・レザー廟）があり、ここも聖地となっている。このほか、イランのゴムにあるアリー・リダーの妹ファーティマ・ビン・ムーサーの霊廟もイラン国内で尊崇を集め、イランではマシュハドに次ぐ聖地となっている。
霊廟4都市はまたシーア派の学問の中心でもあった。イル・ハン国時代にはイラクのヒッラが、その後19世紀中盤まではカルバラーが学問の中心地であったが、1843年にオスマン帝国がカルバラーを制圧したため、そこから逃れたウラマーたちがナジャフに集結し、20世紀前半まではナジャフがシーア派教学の中心となっていた。しかしその後、イラクの独立や社会情勢の変化によってナジャフは衰退し、代わってイランのゴム（コム）に1921年に創設されたホウゼ・ウルミーエ・ゴム学院などの活動によって、ゴムがシーア派教学の中心地となっていった。

## 歴史

### 歴代イマーム
ムハンマドの死後、彼の血を引くアリーを後継者に推す声も上がったが、実際にカリフの地位についたのはアブー・バクルであった。以後ウマル・イブン・ハッターブ、ウスマーン・イブン・アッファーンと継承されていったが、ウスマーンの死後アリーが後継者に指名され、656年に第4代正統カリフとなった。しかし、ウスマーンが属していたウマイヤ家のムアーウィヤがこれに反対し、激しい抗争の末アリーは661年にハワーリジュ派の刺客に暗殺され、ムアーウィヤはカリフの地位についてウマイヤ朝を開いた。アリーの子ハサン・イブン・アリーはムアーウィヤと和平を結んだものの、669年にハサンが死亡し、680年にムアーウィヤも死亡すると、ハサンの跡を継いだ弟のフサインがクーファのシーア派の招きを受け、ウマイヤ朝第2代カリフのヤズィード1世に対して叛旗を翻した。しかしクーファはヤズィード軍によって制圧され、フサインは680年にカルバラーの戦いによって殺された。これによってシーア派は政治勢力として完全に力を失い、またスンニ派と決定的に決別することとなった。
フサインの死後もアリーの子孫たちはイマームに就任し続けたものの、やがて誰をイマームとみなすかによってシーア派内でも分派が繰り返されるようになっていった。主流派はフサインの子であるアリー・ザイヌルアービディーンを第4代イマームとして認めたが、これに反対してフサインの異母兄弟であるムハンマド・イブン・ハナフィーヤをイマームとする一派が分派した。シーア派最初の分派であるカイサーン派である。この派は685年に指導者ムフタールのもとでムハンマド・イブン・ハナフィーヤを推戴してクーファで決起し、ムフタールの乱を起こした。この乱でカイサーン派は一時イラクの大部分を支配したものの、687年にクーファが陥落して乱は終結し、さらに700年にムハンマド・イブン・ハナフィーヤが死ぬと、イマームは神によって隠されたとする一派とムハンマドの遺児をイマームとする一派に分裂し、その後も分裂を続けて8世紀には消滅した。しかしこの派の提唱したイマームは神によって隠されたという概念はガイバとしてシーア派諸派に取り入れられ、シーア派を特徴づける概念の一つとなった。
アリー・ザイヌルアービディーンを推戴した一派も、713年に彼が死ぬと再び分裂することとなった。主流派はムハンマド・バーキルを第5代イマームとしたが、その弟であるザイド・イブン・アリーをイマームとする一派が分派し、ザイド派を形成した。ザイド派は21世紀においても有力な宗派として存続している。主流派においてはムハンマド・バーキルが743年に死ぬとその子であるジャアファル・サーディクが第6代イマームとなるが、彼が765年に没すると再び分派騒動が起きた。主流派はジャアファル・サーディクの子であるムーサー・カーズィムをイマームと認めたが、ムーサー・カーズィムの兄であるイスマーイール・イブン・ジャアファルを支持する者たちが分派したのである。この派閥はイスマーイール派と呼ばれ、この後も分派を繰り返しつつニザール派やホージャー派などの宗派を生んだ。ムーサー・カーズィム派はこの後も存続し、8代アリー・リダー（エマーム・レザー、799年 - 818年）、9代ムハンマド・タキー（818年 - 835年）、10代アリー・ハーディー（835年 - 868年）、11代ハサン・アスカリー（868年 - 874年）と続いていくが、ハサン・アスカリーが死去し、その子であるとされるムハンマド・ムンタザルが「神によって隠される」とこの派のイマームもガイバの状態となり、十二イマーム派となった。

### シーア派諸政府
ウマイヤ朝の滅亡後、8世紀に成立したイドリース朝は初のシーア派イスラム王朝とされるが、シーア派的要素は少なかった。その後、9世紀にアラヴィー朝が成立し、10世紀にはチュニジア（後にエジプトに移動）にファーティマ朝、イラン高原にブワイフ朝が成立するなど、いくつかのシーア派王朝が建国されたものの、こうしたシーア派王朝のほとんどは上層部のみがシーア派信徒によって占められ、一般市民のほとんどはスンニ派を信仰していた。こうした状況が大きく変動するのは、16世紀初頭にタブリーズでイスマーイール1世によって建国されたサファヴィー朝の時代からである。サファヴィー朝は急進派のシーア派教団であるサファヴィー教団によって建国された国家であり、それまでのシーア派王朝と異なり支配下の民衆にシーア派への改宗を強要した。またイスマーイール1世はレバノンからシーア派のウラマーを招いて教義面での整備を行い、晩年にはサファヴィー朝の宗教観をかなり穏健化させたこともあり、支配下の地域においてはシーア派信仰が徐々に庶民にも広がっていった。こうしたことからサファヴィー朝の版図であったイランにおいてはシーア派の住民が圧倒的多数を占めるようになり、これはその後イラン高原に勃興したガージャール朝やパフラヴィー朝などの諸王朝でも変わらなかったため、イランはシーア派信仰の一大中心地となった。しかしパフラヴィー朝第2代のモハンマド・レザー・パフラヴィーは白色革命と呼ばれる急速な上からの近代化政策を行い、それに反対する保守派のルーホッラー・ホメイニーなどのイスラム法学者を弾圧した。モハンマド・レザーの権威主義的な政策は国内での強い反発を受けるようになり、その反対派の結集の核となったのが保守派イスラム法学者たちであった。1979年2月にイラン革命が起き、モハンマド・レザーが国外に脱出すると、帰国したホメイニーは最高指導者（国家元首）に就任し、イスラム共和制と呼ばれるシーア派法学者が国家を指導する体制を完成させた。ただしこのイスラム政府の成立とそれによるシーア派の政治化は周辺諸国の態度を硬化させ、1980年から1988年までのイラン・イラク戦争をはじめとするイランと周辺アラブ諸国との対立を引き起こすこととなった。

## 分派

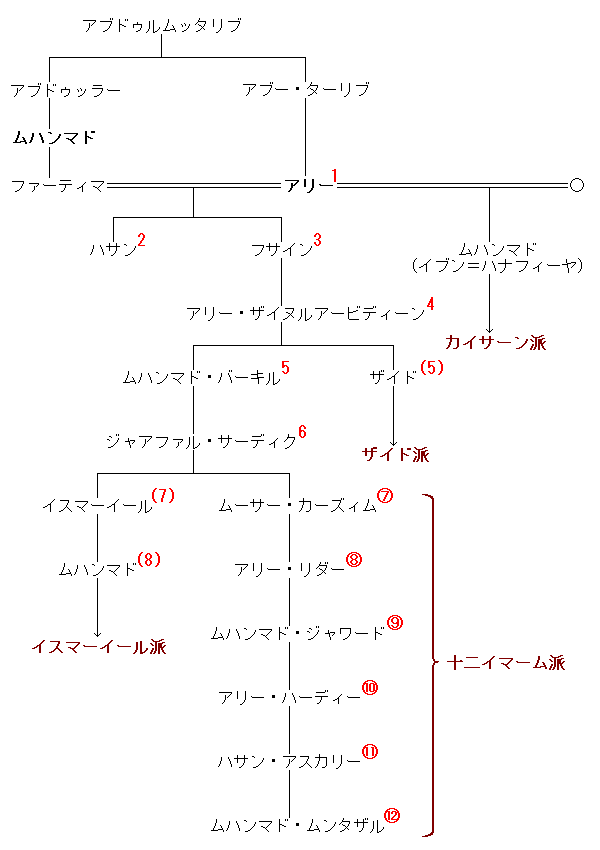
シーア派主要分派の系統

シーア派は、預言者の後継者の地位をめぐって政治的に分裂した経緯をもつため、しばしば正当なイマームとしてアリーの子孫のうち誰を指名するかの問題によって分派した。現在、宗派として一定の勢力をもつのは、十二イマーム派、イスマーイール派、ザイド派などがある。十二イマーム派はイランやイラク、レバノンなどに勢力をもち、シーア派の比較多数派である。図の通り、シーア派諸派が共通してイマームと認めるのはアリーのみである。
- カイサーン派(消滅)
- ザイド派
- イスマーイール派
  - カルマト派(消滅)
  - ドゥルーズ派
  - ムスタアリー派
    - ハーフィズィー派

  - ニザール派
- 十二イマーム派
  - シャイヒー派
    - バーブ教(イスラム教から分離)
      - バハイ教(イスラム教から分離)
- アラウィー派
- アレヴィー派(?)

### 十二イマーム派
シーア派の多数派である十二イマーム派は、その名のとおり初代アリーから12代ムハンマド・ムンタザルまでの12人をイマームとする派である。874年に12代イマームが人々の前から姿を消し、ガイバ（隠れ）と呼ばれる状態となったが、その後もイマームは隠れたまま存在しており、最後の審判の日に再臨すると考えられている。なお、874年から940年までは12代イマームの代理人が指名され続け、イマームと信者との接点はわずかながら残っていたものの、940年に4代目の代理人が後継者を残さず死亡したため、以後はイマームとの接点を完全になくすこととなった。このため、十二イマーム派では874年から940年までをガイバトゥル・スグラー（小ガイバ、小幽隠）、940年以降をガイバトゥル・クブラー（大ガイバ、大幽隠）と呼ぶ。

### イスマーイール派
イスマーイール派は、7代目のイマームをめぐって十二イマーム派とは別の道をたどった派で、第7代イマームが死んでその子孫の絶えた後に、誰を指導者として推戴してゆくかの問題によって、多くの派に分かれている。もともと主流派では7代イマームの死後、イマームは存在しなくなったと考えているので、イスマーイール派は通称七イマーム派ともいう。イスマーイール派でもガイバの観念はあるが、各分派によってその対象者は異なる。イスマーイール派のうち現在もっとも勢力の強いインド・パキスタンのホージャー派は、イスマーイール派の諸派のうち12世紀にイマーム制度の復活を宣言したニザール派の系譜を引いており、現在もイマームが指導している。

### ザイド派
ザイド派は十二イマーム派やイスマーイール派に比べると少数派で、イエメンに勢力をもつ。ザイド派は先の二派と分派したのは5代目のイマームの継承をめぐる問題であったので、五イマーム派と呼ばれることもある。他の有力諸派と異なり、ザイド派はガイバ説を採用していない。

### そのほかの分派やイスラムからの分離
シーア派の中にはスンナ派に対して政治的に先鋭的な主張を持ち、スンナ派と一線を画していく中で特に独特の教義を持つに至った分派も存在する。系統不明のアラウィー派やイスマーイール派の流れを汲むドゥルーズ派などは、しばしば他のムスリム（イスラーム教徒）からイスラームの枠外にあるとみられている。バーブ教（バーブ派）やバハイ教（バハーイー派）は既にイスラムから完全に分離したとされている。